# Barbie, princesse de l'île merveilleuse
Série Barbie
Barbie Fairytopia : Magie de l'arc-en-ciel
(2007) Barbie : Mariposa et ses amies les fées papillons
(2008)
Pour plus de détails, voir Fiche technique et Distribution.
Barbie, princesse de l'île merveilleuse (Barbie as the Island Princess) est un film musical d'animation américano-canadien réalisé par Greg Richardson, sorti directement en vidéo en 2007. 

## Synopsis
Sur une île lointaine, un paon, appelé Azul, et un panda roux, Sagi découvrent sur la plage un coffre plein de trésors et une petite fille dont les lettres du prénom sont « Ro ». Ils l'élèvent pendant dix ans, ainsi qu'une petite éléphante nommée Tika qui est très attachée à Ro (Barbie). Mais un jour, alors qu'elle se promène sur l'île, elle rencontre le jeune prince Antonio et le scientifique Frazer, qui l'accompagne. Comme elle sait parler aux animaux, elle les sauve. Antonio la remercie et lui propose de venir voir son royaume. Elle finit par accepter mais ne se doute pas des obstacles que provoqueront son arrivée.

## Fiche technique
- Titre original : Barbie as the Island Princess
- Titre français : Barbie, princesse de l'île merveilleuse
- Réalisation : Greg Richardson
- Scénario : Cliff Ruby et Elana Lesser
- Direction artistique : Walter P. Martishius
- Musique : Arnie Roth, interprétée par le Czech Philharmonic Orchestra
  - Chansons originales : Megan Cavallari, Amy Powers et Rob Hudnut
- Production : Jesyca C. Durchin, Jennifer Twiner McCarron et Shea Wageman ; Paul Gertz et Rob Hudnut (exécutifs)
- Société de production  : Mattel Entertainment, Rainmaker Animation
- Société de distribution : Universal Studios Home Entertainment
- Pays : États-Unis, Canada
- Langue d'origine : anglais
- Format : couleur - son stéréo
- Genre : Animation, fantasy et film musical
- Durée : 85 minutes
- Dates de sortie : 
  - Australie : 15 septembre 2007
  - États-Unis : 18 septembre 2007
  - France : 30 octobre 2007[2]

Sources : Générique du DVD, IMDb

## Distribution
| - Kelly Sheridan : Ro/Rosella - Melissa Lyons : Rosella (chant) - Christopher Gaze : Sagi - Garry Chalk : Frazer, Calvin - Steve Marvel : Azul - Susan Roman : Tika - Alessandro Juliani : prince Antonio - Andrea Martin : reine Ariana - Candice Nicole : princesse Luciana - Bets Malone : Tallulah - Kate Fisher : reine Marissa - Scott Page Pagter : Nat - Ian James Corlett : Pat - Russell Roberts : roi Peter - Patricia Drake : reine Danielle / Mama la truie - Chantal Strand : Sofia - Kathleen Barr : Tiny - Britt McKillip : Rita - Carly McKillip : Gina | - Noémie Orphelin : Ro - Mélanie Dahan : Ro (chant) - Bernard Allouf : Sagi - Bruno Magne : Frazer / Calvin / un garde / Sagi (chant) - Pierre Laurent : Azul - Daniel Beretta : Azul (chant) - Christelle Reboul : Tika - Kelly Marot : Tika (chant) - Tony Marot : prince Antonio - Olivier Constantin : prince Antonio (chant) - Annie Le Youdec : reine Ariana - Véronique Alycia : reine Ariana (chant) - Delphine Braillon : princesse Lucianna / Tallulah - Nathalie Homs : princesse Lucianna (chant) - Sauvane Delanoë : Tallulah (chant) - Brigitte Virtudes : Reine Marissa - Luc Arden : Nat - Philippe Bozo : Pat - Philippe Catoire : roi Armand (Peter) - Clara Borras : reine Danielle / Mama la truie - Marine Boiron : Sofia / Tiny le petit oiseau - Charlyne Pestel : Rita - Sarah Marot : Gina - Vincent Violette : Lorenzo le cochon - Jérôme Keen : Gérard le majordome royal / le cheval - Benoît Allemane : le ministre royal |

Source : Générique du DVD

## Chansons du film
- Sur ma belle île (Here on My Island) - Ro, Sagi, Azul et Tika
- Juste là dans mes bras (Right Here in My Arm) - Ro
- Un nouveau rivage (A Brand New Shore) - Antonio
- J'aimerais savoir (I Need to Know) - Ro et Antonio
- L'amour, c'est pour les pauvres (Love Is for Peasants) - Ariana et Luciana
- Juste là dans mes bras : la serre (Right Here in My Arms: Greenhouse) - Ro
- A ce bal (At the Ball) - Tallulah, Sagi, Ro, Tika et Azul
- La Chanson des rats (The Rat Song) - les rats Nat et Pat
- Plus d'amour (Always More) - Ro
- Juste là dans mes bras : la réunion (Right Here in My Arms: Reunion) - Ro et la reine Marissa
- Quand l'amour est là (When We Have Love) - Luciana, Marissa, Tika, Tallulah, Sagi, Azul, Ro et Antonio
- I Need to Know (Pop Version) - Cassidy Ladden

## Autour du film
Créée en 1959, la poupée Barbie est à l'origine de nombreux produits dérivés. Elle a également inspiré plusieurs films d’animation. Barbie Princesse de l'île merveilleuse est le onzième long métrage mettant en vedette Barbie qui incarne différents personnages. Il est sorti la même année que Barbie : Magie de l'arc-en-ciel, et est suivi de Barbie : Mariposa, Barbie et le Palais de diamant et Barbie et la Magie de Noël en 2008.
Ce film a fait l’objet d’une adaptation en jeu vidéo : Barbie au bal des douze princesses sur Windows, PlayStation 2, Wii, Game Boy Advance, Nintendo DS. Le jeu obtient sur Jeuxvideo.com les notes de 9/20 (PS2), 8/20 (Wii) et 7/20 (PC).
C'est le premier film dans lequel Noémie Orphelin donne sa voix à Barbie. On la retrouve dans Barbie et le Palais de diamant avant qu'elle ne devienne la voix régulière de Barbie à partir de Barbie présente Lilipucia.